# 大椴
大椴（学名：Tilia nobilis）为锦葵科椴属的植物，为中国的特有植物。分布于中国大陆的云南、河南、四川等地，目前已由人工引种栽培。